# Нидерланды на «Евровидении-2000»
Нидерланды участвовали в сорок пятом выпуске телевизионного конкурса Евровидение-2000, который состоялся 13 мая в Стокгольме, Швеция. Страну представляла певица Линда Вагенмакерс с песней No Goodbyes, написанной Эллерт Дриссен и Джоном О'Хара. По итогам голосования она заняла 13-е место из 24, набрав 40 очков. Данный результат позволил Нидерландам принять участие на Евровидение-2001. Поэтому, No Goodbyes стала предшественницей нидерландской заявки 2001 года Out of My Own в исполнении Мишель Куртенс. Конкурс был показан NOS на канале NPO 2 с комментариями Виллема ван Бёйскома. Однако из-за взрыва на фабрике фейерверков в Энсхеде трансляция была свёрнута после прошедшего часа. Глашатаем от Нидерландов была представительница страны на Евровидение-1999 Марлейн.

## Предыстория
К моменту своего участия в конкурсе 2000 года Нидерланды выступали на Евровидение 41 раз с момента проведения самого первого конкурса в 1956 году, где страна была одной из семи оригинальных стран-участниц. За это время Нидерландам удалось четырежды выиграть: в 1957 году с песней Net als toen в исполнении Корри Броккен, в 1959 году с песней Een beetje в исполнении Тедди Схолтен, в 1969 году в результате четверной ничьи с песней De troubadour в исполнении Ленни Кюр, и, наконец, в 1975 году с песней Ding-a-dong в исполнении группы Teach-In. Страна также четырежды выступала в качестве организатора Евровидения: в 1958 году в Хильверсюме, в 1970 году в Амстердаме, в 1976 году в Гааге, и, наконец, в 1980 году в Гааге, после того, как Израиль, страна-победитель предыдущего выпуска отказалась по финансовым причинам от организации конкурса у себя. Самый худший результат Нидерландов - последнее место, на котором страна оказалась в последний раз в 1968 году. На конкурсах 1962 и 1963 годов Нидерланды также финишировали последними, получив ноль баллов. На Евровидение-1999 певица Марлейн с песней One Good Reason заняла восьмое место, набрав 71 очко.

## До «Евровидения»

### Nationaal Songfestival 2000
Начиная с 1956 года нидерландская телекомпания NOS отвечает за организацию отбора заявки на Евровидение и дальнейшую трансляцию конкурса. С 1998 года телекомпания использовала формат традиционного национального финала под названием Nationaal Songfestival для публичного выбора как артиста, так и песни. Этот метод был применён и для выбора нидерландской заявки в 2000 году. Nationaal Songfestival 2000 состоялся 27 февраля 2000 года на стадионе Ахой в Роттердаме. Ведущим был Пауль де Леу. Восемь песен было представлено во время финала из поступивших вещателю 305, а победитель определялся путём сложения голосов жюри из 12 провинций Нидерландов и телезрителей в соотношении 50:50. Одна из прозвучавших песен, Hjir is it begjin в исполнении Джины де Вит, была представлена на западно-фризском языке. В поддержку конкурсантов во время антракта выступила победительница Евровидения-1999 Шарлотта Нильссон.
| Порядковый номер | Исполнитель       | Название песни    | Голоса жюри | Голоса телезрителей | Всего | Место |
| ---------------- | ----------------- | ----------------- | ----------- | ------------------- | ----- | ----- |
| 1                | Сэнди Канду       | One Step Closer   | 47          | 12                  | 59    | 6     |
| 2                | Джина де Вит      | Hjir is it begjin | 38          | 38                  | 76    | 5     |
| 3                | Сонни             | Wawakilele        | 46          | 39                  | 85    | 4     |
| 4                | Splash            | Close Harmony     | 80          | 38                  | 118   | 2     |
| 5                | Линда Вагенмакерс | No Goodbyes       | 106         | 146                 | 252   | 1     |
| 6                | Арно Коленбрандер | One Step Behind   | 35          | 80                  | 115   | 3     |
| 7                | Alderliefste      | Evenwicht         | 27          | 15                  | 42    | 7     |
| 8                | Dewi              | Hit It Off        | 5           | 13                  | 18    | 8     |

## На «Евровидении»
По правилам Евровдения, действовавшим в то время, к участию в конкурсе допускались страна-победительница прошлого года, страны "большой четвёрки" (Великобритания, Франция, Германия и Испания), страны с наивысшим средним баллом за предыдущие пять лет и те страны, кто не участвовал в предыдущем выпуске, но транслировал его. Средний балл Нидерландов за пять лет составил 76, следовательно, страна была допущена к участию. Перед конкурсов букмекеры поставили Нидерланды как одну из главных фаворитов на победу, наряду с Великобританией, Ирландией, Эстонией и Норвегией. В Стокгольме Линда Вагенмакерс выступала под номером 2, между Израилем и Великобританией. По итогам голосования она заняла 13-е место из 24, набрав 40 очков. Данный результат позволил Нидерландам принять участие на Евровидение-2001. Из-за взрыва на фабрике фейерверков в Энсхеде трансляция была свёрнута после прошедшего часа, а присуждением очков занималось резервное жюри вместо телезрителей. 12 очков нидерландское жюри присудило Турции и 0 очков России. Россия тоже присудила Нидерландам 0 очков. 12 июня 2000 года телеканал NPO 2 показал конкурс полностью уже в записи.

### Голосование
| Очки      | Страна                           |
| --------- | -------------------------------- |
| 12 баллов |                                  |
| 10 баллов |                                  |
| 8 баллов  | - Бельгия - Израиль              |
| 7 баллов  |                                  |
| 6 баллов  |                                  |
| 5 баллов  | - Кипр - Мальта                  |
| 4 балла   | - Испания                        |
| 3 балла   | - Турция                         |
| 2 балла   | - Франция - Хорватия             |
| 1 балл    | - Германия - Ирландия - Исландия |

| Очки      | Страна    |
| --------- | --------- |
| 12 баллов | Турция    |
| 10 баллов | Дания     |
| 8 баллов  | Германия  |
| 7 баллов  | Эстония   |
| 6 баллов  | Швейцария |
| 5 баллов  | Финляндия |
| 4 балла   | Латвия    |
| 3 балла   | Ирландия  |
| 2 балла   | Франция   |
| 1 балл    | Мальта    |